# Zeroville
Zeroville é um filme estadunidense de 2019 de comédia dramática dirigido por James Franco. O filme segue a carreira Vikar na indústria cinematográfica na década de 1970.

## Elenco
- James Franco - Vikar
- Megan Fox - Soledad Paladin
- Seth Rogen - Homem Viking
- Joey King - Zazi
  - Melody Veronica Vetter Cole - Zazi (jovem)
  - Cadence Clara Vetter Cole - Zazi (jovem)
- Jacki Weaver - Dotty
- Dave Franco - Monty
- Craig Robinson - Burglar
- Gus Van Sant - Curador do arquivo de filmes
- Danny McBride - Slim
- Mike Starr - Burly
- Nick Buda - carregador do hotel Roosevelt
- Tyler Danna diretora do estúdio
- Mia Serafino - Ali MacGraw
- Jason Fox - Ator do estúdio
- Horatio Sanz - Francis
- Ryan Moody - George
- Chris Messina - Brian
- Kevin Makely - Steven
- Mino Mackic - Marlon
- Thomas Nicholas - Marty
- Derek Waters Paul
- Nanghana - Foxy Brown
- Keegan Allen
- Steve Erickson
- Jacob Loeb - Iggy/Darby/David
- Nina Ljeti - Patti
- Scott Haze - Charles
- Una Jensen - Lorna Doom
- Aaron Garcia Silverman - Ivan Král
- Tim Blake Nelson - Professor Kohn
- Wim Wenders - Larry
- Alberto Barbera - Presidente da mostra
- Thaila Ayala - Maria em Veneza
- Will Ferrell - Rondell (não creditado)
- Stewart Strauss - Dennis (não creditado)
- Jamie Costa - vozes adicionais

## Produção
Em março de 2011, o livro de Steve Erickson foi escolhido pelo ator James Franco para um longa-metragem. Em 24 de outubro de 2014, o elenco se juntou ao filme, que inclui Seth Rogen, Jacki Weaver, Megan Fox, Will Ferrell, Jamie Costa, Danny McBride, Dave Franco, Craig Robinson, Joey King e Horatio Sanz.
A gravação do filme começou em 24 de outubro de 2014, em Los Angeles, Califórnia. As filmagens também aconteceram em Pasadena em novembro.

## Recepção
No Rotten Tomatoes, o filme tem uma taxa de aprovação de 23% com base em 31 avaliações, com uma média de 4.15 / 10. O consenso do site diz: "Potencialmente um favorito irônico para fãs de filmes cult, Zeroville é um projeto de paixão fundamentalmente equivocado - e descritivamente intitulado - para seu diretor e estrela." No Metacritic, o filme tem uma pontuação média ponderada de 28 de 100, com base em 13 críticos, indicando "avaliações geralmente desfavoráveis".

## Prêmios
O filme foi indicado para três prêmios Golden Raspberry, James Franco foi indicado para Pior Diretor e Pior Ator, e Seth Rogen foi indicado para Pior Ator Coadjuvante.